# Rushahuriro
Rushahuriro är ett vattendrag i Burundi.   Det ligger i provinsen Ngozi, i den norra delen av landet, 70 kilometer nordost om huvudstaden Bujumbura.
Omgivningarna runt Rushahuriro är en mosaik av jordbruksmark och naturlig växtlighet. Runt Rushahuriro är det tätbefolkat, med 383 invånare per kvadratkilometer.